# Wybory parlamentarne w Izraelu w 2006 roku
Wybory parlamentarne w Izraelu odbyły się 28 marca 2006 na terenie Izraela.
4,5 miliona Izraelczyków mogło oddać swoje głosy w godzinach od 7.00 do 22.00. Wyborcy mieli do wyboru kandydatów reprezentujących 31 partii i koalicji wyborczych. Próg wyborczy w izraelskim systemie wyborczym wynosił 2%.
Nad bezpieczeństwem w czasie wyborów czuwało postawionych w stan gotowości 22 tysiące policjantów, ochotników i oddziałów armii. Sondaże przedwyborcze największe szanse na zwycięstwo dawały nowo powstałej (październik 2005) centroprawicowej partii Kadima, która odłączyła się od partii Likud. Założycielem partii był urzędujący premier Izraela Ariel Szaron, który wciąż przebywał w szpitalu w stanie śpiączki. Partia pod obecnym tymczasowym przewodnictwem wicepremiera Ehuda Olmerta zapowiadała wycofanie się z większości terytoriów palestyńskich, ale na własnych warunkach i bez żadnych negocjacji z Autonomią Palestyńską.

## Geneza
Decyzja aby przeprowadzić wcześniejsze wybory parlamentarne ma swoje korzenie w wybraniu Amira Pereca na lidera izraelskiej Partii Pracy. Perec zadecydował o natychmiastowym wyjściu swojego ugrupowania z koalicji rządzącej (m.in. z Likudem), w której utrzymywał je poprzedni przewodniczący, Szimon Peres. Kolejnym ważnym wydarzeniem było odejście Ariela Szarona z Likudu i utworzenie przez niego nowej partii, Kadimy, do której wkrótce potem wstąpił także i Peres.
Perec powiedział m.in. „Pozwalam mu [Szaronowi] wybrać datę w okresie pomiędzy końcem lutego a końcem marca, a jakikolwiek termin wybierze, jest dla mnie do przyjęcia, im wcześniej, tym lepiej.” Na to Szaron „Jak tylko okazało się, iż istniejący układ polityczny rozpada się, doszedłem do wniosku, że najlepszą dla kraju rzeczą są nowe wybory tak wcześnie jak tylko to możliwe.”
Podczas wyborów w 2003 roku, Likud przewodzony przez Szarona odniósł przekonywające zwycięstwo, jak na izraelskie standardy, zdobywając 38 miejsc w 120-osobowym Knesecie (parlamencie). Partia Pracy, pod przewodnictwem Amrama Micny, otrzymała tylko 19 mandatów i początkowo nie weszła w skład koalicji rządzącej.
Po poprzednich wyborach, Likudem wstrząsały wewnętrzne problemy – Szaron próbował bowiem zatwierdzić swój plan wycofania osadników i żołnierzy ze Strefy Gazy. Chcąc wesprzeć go w tym i zrównoważyć wewnętrzną opozycję w łonie Likudu, Peres wprowadził Partię Pracy do koalicji.
20 listopada 2005 r. media doniosły, iż Szaron występuje z Likudu i zakłada własną partię, ideologicznie ulokowaną bliżej centrum. Niemal natychmiast na nowego lidera Likudu wyrósł Binjamin Netanjahu. Utworzenie Kadimy zmieniło wyścig wyborczy, w którym udział brały przede wszystkim dwie największe partie, w konkurencję trzech ugrupowań.
4 stycznia 2006 roku Szaron przeszedł wylew, który spowodował iż zapadł w śpiączkę. Od 31 stycznia 2006 lista wyborcza Kadimy nie zawierała osoby nieprzytomnego premiera. Ehud Olmert stał się p.o. premiera, p.o. przewodniczącego Kadimy i kandydatem tej partii na szefa rządu. Sondaże wciąż dawały ugrupowaniu Olmerta spore poparcie, o wiele wyższe niż pozostałej dwójki, choć nieznacznie niższe po zapadnięciu Szarona w śpiączkę.
Były szef Partii Pracy, Szimon Peres, którzy przyłączył się do Kadimy, został obsadzony z numerem 2 na liście wyborczej tego ugrupowania. Minister spraw zagranicznych Cippi Liwni była numerem 3; jako kandydatka na stanowisko wicepremiera, jeżeli Kadima wygrałaby w wyborach.
W wewnętrznych wyborach w Szinui, członek rady miejskiej Tel Awiwu Ron Lewental pokonał Awrahama Poraza, z którym rywalizował o numer 2 na liście wyborczej. Poraz, bliski współpracownik Tommy’ego Lapida, w wyniku tej porażki zrezygnował z członkostwa w partii, podobnie jak większość deputowanych do Knesetu z tego ugrupowania. Utworzyli razem nową partię – Hetz (ha-Miflaga ha-Hilonit Tzionit, czyli Partia Świeckiego Syjonizmu). Tymczasem Lapid zrezygnował z przewodniczenia Szinui 25 stycznia 2006, na jego miejsce został wybrany Lewental. Ani Szinui, ani Hetz nie uzyskały wymaganej liczby głosów ażeby otrzymać jakiekolwiek miejsce w parlamencie (w wyborach w 2003 roku S1zinui uzyskało 15 mandatów parlamentarnych, będąc trzecią partią w Knesecie).
30 stycznia 2006 prawicowa Unia Narodowa (Ha-Ichud Ha-Leumi), koalicja trzech małych partii (Moledet, Tekuma i Tzionut Datit Leumit Mitchadeshet), utworzyła wspólną listę z Narodową Partią Religijną (Mafdal). Jej numerem 1 był Binjamin Elon. W większości złożona z imigrantów z krajów byłego ZSRR, Nasz Dom Izrael (Jisra’el Betenu) oddzieliła się od Unii Narodowej i wystartowała z osobną listą wyborczą. Było to spowodowane tym, iż zgodnie z sondażami, jeżeli te ugrupowania startowałyby osobno, wówczas otrzymałyby razem 20-25 mandatów (w poprzednich wyborach – tylko 7), co okazało się prawdą: Unia zdobyła 9 miejsc, a Nasz Dom Izrael – 11.

## Procedura
W izraelskich wyborach obsadzane jest 120 miejsc w Knesecie, przy pomocy metody D’Hondta (wybory proporcjonalne, głosy oddawane są na listy partyjne). Próg wyborczy wynosi 2% (podwyższono z 1,5% po poprzednich wyborach), co stanowi równowartość średniej liczby głosów, jakie dają nieco ponad 2 mandaty.
Po oficjalnym opublikowaniu wyników głosowania, prezydent Izraela powierza misję utworzenia rządu członkowi Knesetu, który ma największe szanse na to, iż mu się to uda (przeważnie jest to lider największej partii). Ma on do 42 dni na negocjacje z reprezentantami różnych ugrupowań, po czym prezentuje swój gabinet Knesetowi, który udziela mu (lub nie) wotum zaufania. Kiedy rząd zostaje zatwierdzony, mając przynajmniej 61 głosów za, osoba wyznaczona przez prezydenta zostaje premierem.

## Lista partii biorących udział w wyborach
| Partia (hebr.) | Literowe oznaczenie listy | Arabski | Tłumaczenie nazwy                                           | Liczba miejsc przed wyborami | Lider                          | Opis                                                                              |
| --- | ------------------------- | --- | ----------------------------------------------------------- | ---------------------------- | ------------------------------ | --------------------------------------------------------------------------------- |
| Kadima (קדימה, Qādīmāh) | כן                        | | 'Naprzód'                                                   | 14                           | Ehud Olmert                    | nowa partia (rozłam w Likudzie)                                                   |
| Partia Pracy (העבודה, ha-’Avōdāh) | אמת                       | Hizb al-’Amal (حزب العمل) | 'Praca'                                                     | 21                           | Amir Perec                     | socjaldemokracja                                                                  |
| Likud (ליכוד, Līkkūd) | מחל                       | | 'Zjednoczenie'                                              | 29                           | Binjamin Netanjahu             | nacjonalizm                                                                       |
| Hetz (המפלגה החילונית ציונית / חץ, Ha-Miflāgāh ha-Hīlōnīt Tsiyyōnīt)                                                                                      | חץ                        | | 'Strzała' ('Partia Świeckiego Syjonizmu')                   | 9                            | Awraham Poraz                  | nowa partia (rozłam w Szinui), antyklerykalizm, liberalizm                        |
| Szinui (שינוי, Szīnūy) | יש                        | | 'Zmiana'                                                    | 2                            | Ron Lewental                   | świecka                                                                           |
| Szas (ש"ס, Hit’ahdūt ha-Śfāraddīm ha-‘Ōlāmīt Shōmréy Tōrāh)                                                                                               | שס                        | | 'Światowa Unia Sefardyjskich Strażników Tory'               | 11                           | Eli Jiszaj                     | ortodoksyjnie religijna, sefardyjska                                              |
| Zjednoczony Judaizm Tory (יהדות התורה, Yahadūt ha-Tōrāh)                                                                                                  | ג                         | | 'Zjednoczony Judaizm Tory'                                  | 5                            | Ja’akow Litzman, Awraham Rawic | ortosodoksyjnie religijna, aszkenazyjska                                          |
| Ha-Ichud Ha-Leumi (Izraelska Unia Narodowa)-Narodowa Partia Religijna (Mafdal) (האיחוד הלאומי-מפד"ל, ha-Īhūd ha-Le'ūmī – Miflāgāh Dātīt Le'ūmīt (MaFDaL)) | טב                        | | '-'                                                         | 10                           | Binjamin Elon                  | nacjonalizm, przeważnie religijny syjonizm, lista połączona                       |
| Nasz Dom Izrael (Jisra’el Betenu) (ישראל ביתנו, Yisrā'el Béyténū)                                                                                         | ל                         | | 'Izrael Nasz Dom'                                           | 3                            | Awigdor Lieberman              | w większości rosyjskojęzyczni imigranci                                           |
| Merec-Jachad (מרצ-יחד) | מרצ                       | | 'Żywotność-Razem'                                           | 5                            | Josi Belin                     | socjaldemokracja                                                                  |
| Ra’am-Ta’al (רע"ם-תע"ל \ רשימה ערבית מאוחדת-התנועה הערבית להתחדשות, Reshīmāh ‘Aravīt Me'ūhedet – ha-Tnū‘āh ha-‘Aravīt le-Hithadshūt)                      | עם                        | Al-Qa'imah al-Muwahiddah al-’Arabiyyah li-Taghyir (القائمة الموحدة العربية لتغيير, Al-Qā'imah al-Muwahiddah al-‘Arabiyyah li-Taghyīr)        | 'Zjednoczona Lista Arabska dla Zmian'                       | 3                            | Ibrahim Sarsur                 | arabska, islamistyczna; lista wspólna                                             |
| Balad (ברית לאומית דמוקרטית / בל"ד, Brīt Le'ūmīt Demōcratīt)                                                                                              | ד                         | At-Tajamu` al-Watani ad-Dimuqrati (التجمع الوطني الديموقراطي, At-Tajamu` al-Watanī ad-Dīmūqrātī)                                             | 'Narodowy Sojusz Demokratyczny'                             | 3                            | Azmi Biszara                   | arabska, nacjonalistyczna                                                         |
| Hadasz (החזית הדמוקרטית לשלום ולשוויון / חד"ש, Ha-Hāzīt ha-Demōcratīt le-Shālōm ū-le-Shiwwyōn (HāDāSH))                                                   | ו                         | Al-Jabhah ad-Dimuqratiyyah l-is-Salam w-al-Musawāh (الجبحة الديموقراطية للسلام ولمساواة, Al-Jabhah ad-Dīmūqrātiyyah l-is-Salām w-al-Musāwāh) | 'HaDaSH' ('Demokratyczny Front dla Pokoju i Równości')      | 2                            | Muhammad Baraka                | żydowsko-arabska, zbudowana wokół Komunistycznej Partii Izraela, niesyjonistyczna |
| Tafnit (תפנית, Tafnīt) | פ                         | | 'Odwróć się'                                                |                              | Uzzi Dajan                     | nowa partia, antykorupcyjna                                                       |
| Ale Jarok (עלה ירוק, ’Aleh Yārōq) | קנ                        | | 'Zielony Liść'                                              |                              | Boaz Wachtel                   | opowiada się za legalizacją marihuany i małżeństw homoseksualnych                 |
| Brit Olam (ברית עולם, Brīt `Ōlām) | ה                         | | 'Wieczna Unia'                                              |                              | Ofer Lifschitz                 |                                                                                   |
| Gil (גיל / גימלאי ישראל לכנסת, Gimlā'ey Yisrā'el la-Kneset (GĪL))                                                                                         | זך                        | | 'Wiek – Izraelscy Emeryci do Knesetu'                       |                              | Rafi Etan                      | partia emerytów                                                                   |
| Da’aM - Mifleget Po’alim (דע"ם – מפלגת פועלים, Da’aM – Mifleget Pō`ālīm)                                                                                  | ק                         | | 'Organizacja Akcji Demokratycznej – Partia Pracowników'     |                              | Agbariyyah Asama’              | komunizm                                                                          |
| Ha-Jerukkim (הירוקים, HaYerūqīm) | רק                        | | 'Zieloni'                                                   |                              | Peer Waysner                   | ekologizm                                                                         |
| Ha-Lew (הלב – המפלגה למלחמה בבנקים, ha-Miflāgāh le-Milhamāh ba-Bānqīm (Ha-LeV))                                                                           | פץ                        | | 'Serce (Partia wojny Przeciwko Bankom)'                     |                              | Eliezer Levinger               | prawa konsumenckie                                                                |
| Ha-Miflaga ha-Le’ummit ha-Arawit (המפלגה הלאומית הערבית, Ha-Miflāgāh ha-Le’ūmīt ha-‘Aravīt)                                                               | קפ                        | Al-Hizb al-Qawmi al-’Arabi (الحزب القومي العربي, Al-Hizb al-Qawmī al-’Arabī)                                                                 | 'Arabska Partia Narodowa'                                   |                              | Muhammad Kanan                 | arabska                                                                           |
| HaTzionut HaHadasha (הציונות החדשה, Ha-Tsiyyōnūt ha-Hadāshāh)                                                                                             | צה                        | | 'Nowy Syjonizm'                                             |                              | Ja’akow Kfir                   | obrona praw tych, którzy ocaleli z holocaustu                                     |
| Chajil (חזית יהודית לאומית, Hāzīt Yehūdīt Le'ūmīt) | כ                         | | 'Narodowy Front Żydowski'                                   |                              | Baruch Marzel                  | żydowski nacjonalizm, kahaniści                                                   |
| Lev (לב) | פז                        | | 'Serce'                                                     |                              | Owadia Fathow                  |                                                                                   |
| Herut (חירות, Hérūt) | נץ                        | | 'Wolność'                                                   |                              | Micha’el Kleiner               | nacjonalizm                                                                       |
| Lehem (לוחמי חברה מאוחדים / לחם, Lōhamey Hevrāh Me’ūhadīm (LeHeM))                                                                                        | ז                         | | 'Chleb (Bojownicy o Zjednoczone Społeczeństwo)'             |                              | Jisra’el Twito                 |                                                                                   |
| Lider (לידר, Līder) | ף                         | | 'Progresywna Partia Liberalno – Demokratyczna'              |                              | Aleksandr Radko                | rosyjscy emigranci, związani z rosyjską Partią Liberalno-Demokratyczną            |
| Oz LaAniyim (עוז לעניים, `Ōz La’aniyīm) | פכ                        | | 'Siła Dla Biednych'                                         |                              | Feliks Angel                   | socjalizm                                                                         |
| Atid Ekhad (עתיד אחד, ’atīd Ehād) | זה                        | | 'Jedna Przyszłość'                                          |                              | Awraham Negusah                | Etiopscy i amerykańscy imigranci                                                  |
| Tsedeq l-Kol (Ra’aSH) (צדק לכל – רע"ש, Tsedeq l-Kōl (Ra’aSH))                                                                                             | קז                        | | 'Sprawiedliwość Dla Wszystkich – Prawa Mężczyzn w Rodzinie' |                              | Ja’akow Szlosser               | Prawa mężczyzn                                                                    |
| Comet (צומת, Tsōmet) | כץ                        | | 'Skrzyżowanie'                                              |                              | Mosze Grin                     | nacjonalizm                                                                       |

Uwaga: tradycyjny polityczny podział na osi lewica-prawica w Izraelu jest nieco inny niż w większości pozostałych państw, ponieważ zasadza się na różnicach w stosunku do spraw bezpieczeństwa i konfliktu z Palestyńczykami. Np., lewicowy Merec-Jachad opowiada się za negocjacjami opartymi na postanowieniach inicjatywy genewskiej, podczas gdy prawicowa Unia Narodowa jest przeciwna wszelkim ustępstwom terytorialnym. Pomimo tego obie partie postulują budowę państwa socjalnego.

## Sondaże przedwyborcze
Liczby w tabeli oznaczają liczbę miejsc, na ogólną liczbę 120, jakie miały stać się udziałem poszczególnych partii politycznych według przedwyborczych sondaży. Jako że próg wyborczy wynosi 2%, tak więc niemożliwe jest otrzymanie tylko jednego miejsca w Knesecie.
Uwaga: większość izraelskich ankietowanych łączy „arabskie” partie razem, tak więc przewidywana liczba mandatów dla ugrupowania arabskiego oznacza liczbę miejsc dla trzech głównych arabskich list (Ra’am, Ta’al, Hadasz).
| Partia                                            | 22 marca 2006   | 22 marca 2006      | 22 marca 2006 | 23 marca 2006 | 23 marca 2006 | 26 marca 2006 | 26 marca 2006 | 26 marca 2006 | 26 marca 2006 | 27 marca 2006      | 27 marca 2006 |
| Partia                                            | Geocartographia | The Jerusalem Post | Teleseker     | Dahaf2        | Globes- Smith | Dialogue      | Maagar Mohot  | Dahaf2        | Teleseker     | The Jerusalem Post | Ma'ariv       |
| ------------------------------------------------- | --------------- | ------------------ | ------------- | ------------- | ------------- | ------------- | ------------- | ------------- | ------------- | ------------------ | ------------- |
| Kadima 14                                         | 33.5            | 34                 | 37            | 36            | 34            | 36            | 34            | 34            | 34            | 33.5               | 34            |
| Likud 27                                          | 16.5            | 15                 | 14            | 14            | 15            | 14            | 12            | 13            | 14            | 15                 | 14            |
| Partia Pracy (Awoda) 21                           | 17.5            | 19.5               | 21            | 20            | 21            | 18            | 19            | 21            | 17            | 20.5               | 17            |
| Szinui 15                                         | 0               | 0                  | 0             | 0             | 0             | 0             | 0             | 0             | 0             | 0                  | 0             |
| Szas 11                                           | 9.5             | 11                 | 9             | 11            | 10            | 11            | 8             | 11            | 12            | 10                 | 12            |
| Partie arabskie 8                                 | 8.5             | 9                  | 7             | 7             | 7             | 8             | 7             | 7             | 7             | 9                  | 7             |
| Merec-Jachad 6                                    | 6               | 5                  | 5             | 6             | 5             | 6             | 6             | 5             | 5             | 6                  | 5             |
| Unia Narodowa i Narodowa Partia Religijna 7 & 6 1 | 9               | 10                 | 11            | 9             | 9.5           | 12            | 8             | 9             | 11            | 9.5                | 11            |
| Nasz Dom Izrael (Jisra’el Betenu) 7 2             | 10.5            | 10.5               | 10            | 11            | 10.5          | 7             | 15            | 12            | 12            | 11                 | 12            |
| Zjednoczony Judaizm Tory 5                        | 7               | 5.5                | 5             | 5             | 5             | 6             | 6             | 6             | 6             | 6                  | 6             |
| Ale Jarok (Zielony Liść) 0                        | 0               | 0                  | 0             | 0             | 2             | 0             | 1             | 0             | 0             | 0                  | 0             |
| Gil 0                                             | 2               | 0                  | 0             | 0             | 2             | 2             | 2             | 2             | 2             | 0                  | 2             |
| Tafnit 0                                          | 4.5             | 0                  | 0             | 0             | 0             | 0             | 0             | 0             | 0             | 0                  | 0             |
| Ha-Jerukkim 0                                     | 0               | 0                  | 0             | 0             | 0             | 0             | 1             | 0             | 0             | 0                  | 0             |

1 Unia Narodowa i Jisra’el Betenu miały razem 7 miejsc.
2 Dahaf – opublikowane w Jedi’ot Acharonot (i na stronie Ynet) z zastrzeżeniem „Głosy niezdecydowanych zostały przyznane poszczególnym partiom po zadaniu dodatkowych pytań”.

## Oficjalne wyniki
|  | Partia | Głosy      | Procent    | Mandaty (zmiana) | Mandaty (zmiana) |
|  | --- | ---------- | ---------- | ---------------- | ---------------- |
|  | Kadima, (קדימה, Qādīmāh) | 690 095    | 21,8%      | 29               | +29              |
|  | Partia Pracy (Awoda), (העבודה, ha-’avōdāh) | 472 146    | 15,1%      | 20               | +1               |
|  | Szas, (ש"ס, Hit’ahdūt ha-Śfāraddīm ha-‘Ōlāmīt Shōmréy Tōrāh) | 299 130    | 9,6%       | 12               | +1               |
|  | Likud, (ליכוד, Līkkūd) | 282 070    | 9,0%       | 12               | -26              |
|  | Nasz Dom Izrael (Jisra’el Betenu), (ישראל , Yisrā'el Béytenū) | 281 850    | 9,0%       | 11               | +8*              |
|  | Unia Narodowa-Mafdal, (האיחוד הלאומי-מפד"ל, ha-Īhūd ha-Le'ūmī-Miflāgāh Dātīt Le'ūmīt) | 223 838    | 6,9%       | 9                | -1               |
|  | Gil, (גיל / גימלאי ישראל לכנסת, Gimlā'ey Yisrā'el la-Kneset (GĪL)) | 185 790    | 5,9%       | 7                | +7               |
|  | Zjednoczony Judaizm Tory, (יהדות התורה, Yahadūt ha-Tōrāh) | 146 958    | 4,8%       | 6                | +1               |
|  | Merec-Jachad, (מרצ-יחד) | 118 356    | 3,6%       | 5                | -1               |
|  | Ra’am-Ta’al, (רע"ם-תע"ל \ רשימה ערבית מאוחדת-התנועה הערבית להתחדשות, Reshīmāh ‘Aravīt Me'ūhedet – ha-Tnū‘āh ha-‘Aravīt le-Hithadshūt, Al-Qā'imah al-Muwahiddah al-‘Arabiyyah li-Taghyīr, القائمة الموحدة العربية لتغيير) | 94 460     | 3,1%       | 3                | +1               |
|  | Hadasz, (החזית הדמוקרטית לשלום ולשוויון / חד"ש, HaKhāzīt HaDemōcratīt LeShālōm ULeShivyon) | 85 830     | 2,8%       | 3                | +1               |
|  | Balad (ברית לאומית דמוקרטית / בל"ד, Brīt Le'ūmīt Demōcratīt) | 72 013     | 2,4%       | 3                | 0                |
|  | Ha-Jerukkim (Zieloni) (הירוקים, HaYerūqīm) | 47 595     | 1,52%      | 0                | –                |
|  | Ale Jarok (Zielony Liść) (עלה ירוק, Aleh Yārōq) | 40 353     | 1,29%      | 0                | –                |
|  | Narodowy Front Żydowski (Chajil) (חי"ל, Hāzīt Yehūdīt Le'ūmīt) | 24 824     | 0,79%      | 0                | –                |
|  | Tafinit (תפנית, Tafnīt) | 18 753     | 0,6%       | 0                | –                |
|  | Hetz (חץ, Ha-Miflāgāh ha-Hīlōnīt Tsiyyōnīt) | 10 113     | 0,33%      | 0                | –                |
|  | Szinui (שינוי, Szīnūy) | 4675       | 0,16%      | 0                | -15              |
|  | Inne partie | 36 375     | 1,16%      | 0                | –                |
|  | Razem | 3 137 064  | 100,0%     | 120              | –                |
|  | Frekwencja | Frekwencja | Frekwencja | Frekwencja       | 63,6%            |

*W wyborach w 2003 roku, Nasz Dom Izrael (Jisra’el Betenu) oraz Ha-Ichud Ha-Leumi, wystartowały w koalicji.
Frekwencja w wyborach 2006 roku była najniższa w historii wyborów do izraelskiego parlamentu – wynosiła 63,6% uprawnionych do głosowania. Można to porównać z 68,9% w 2003 roku i 78,9% w 1999 roku. Jednak najniższa była frekwencja 62,5% w 2001 r., w wyborach premiera.

## Lista deputowanych
Posłowie wybrani w wyborach
| Partia                                 | Posłowie |
| Kadima (29)                            | Ehud Olmert, Szimon Peres, Cippi Liwni, Me’ir Szitrit, Awi Dichter, Marina Solodkin, Chajjim Ramon, Sza’ul Mofaz, Cachi Hanegbi, Awraham Hirszson, Uri’el Reichman, Gidon Ezra, Roni Bar-On, Dalja Icik, Ze’ew Bojm, Ja’akow Edri, Ze’ew Elkin, Madżalli Wahbi, Ruchama Awraham, Menachem Ben Sason, Szelomo Breznic, Eli Aflalo, Dawid Tal, Awigdor Jicchhaki, Ronit Tirosz, Otni’el Szneller, Micha’el Nudelman, Amira Dotan, Jo’el Chason |
| Partia Pracy (19)                      | Amir Perec, Jicchak Herzog, Ofir Pines-Paz, Awiszaj Brawerman, Juli Tamir, Ammi Ajjalon, Etan Kabel, Binjamin Ben Eli’ezer, Szelli Jachimowicz, Micha’el Melchior, Mattan Wilnaj, Colette Awital, Efrajim Sneh, Dani Jatom, Nadia Hilu, Szalom Simchon, Orit Noked, Joram Marciano, Ghalib Majadla |
| Szas (12)                              | Eli Jiszaj, Jicchak Kohen, Amnon Kohen, Meszullam Nahari, Ari’el Ati’as, Szelomo Benizri, Dawid Azulaj, Jicchak Waknin, Nissim Ze’ew, Ja’akow Margi, Emil Amsalem, Awraham Micha’eli |
| Likud (12)                             | Binjamin Netanjahu, Silwan Szalom, Mosze Kachlon, Gilad Erdan, Gidon Sa’ar, Micha’el Etan, Re’uwen Riwlin, Dan Nawe, Juwal Steinitz, Limor Liwnat, Natan Szaranski, Jisra’el Kac |
| Nasz Dom Izrael (Jisra’el Betenu) (11) | Awigdor Lieberman, Jurij Sztern, Jisra’el Chason, Josef Szagal, Esterina Trettman, Stas Misieżnikow, Sofa Landwer, Jicchak Aharonowicz, Robert Ilatow, Aleks Miller, Lija Szemtow |
| Unia Narodowa-Mafdal (9)               | Binjamin Elon, Zewulun Orlew, Cewi Hendel, Efi Ejtam, Nisan Slomianski, Jicchak Lewi, Elijjahu Gabbaj, Arje Eldad, Uri Ari’el |
| Gil (7)                                | Rafi Etan, Ja’akow Ben Jezri, Mosze Szaroni, Jicchak Ziw, Jicchak Galanti, Elchanan Glazer, Sara Marom |
| Zjednoczony Judaizm Tory (6)           | Ja’akow Litzman, Awraham Rawic, Me’ir Porusz, Mosze Gafni, Szemu’el Halpert, Ja’akow Kohen |
| Merec-Jachad (5)                       | Josi Belin, Chajjim Oron, Ran Kohen, Zehawa Galon, Awszalom Wilan |
| Ra’am-Ta’al (4)                        | Ibrahim Sarsur, Ahmad at-Tajjibi, Taleb El-Sana, Abbas Zakur |
| Hadasz (3)                             | Muhammad Baraka, Hana Sweid, Dow Chenin |
| Balad (3)                              | Azmi Biszara, Dżamal Zahalika, Wasil Taha |

## Rząd
Trzydziesty pierwszy rząd w historii Izraela utworzył lider zwycięskiej partii, Kadimy, Ehud Olmert. Gabinet złożony z przedstawicieli czterech partii: Kadimy, Partii Pracy, Szas i Gil, otrzymał wotum zaufania od izraelskiego parlamentu, Knesetu 64 głosami za i 49 przeciwko, przy nieobecności 4 deputowanych. Oficjalnie został zaprzysiężony 4 maja 2006 roku. Skład:
- Ehud Olmert – premier i minister polityki społecznej,
- Szimon Peres – wicepremier i minister rozwoju Negewu i Galilei, odpowiedzialny za regionalny rozwój ekonomiczny,
- Cippi Liwni – minister spraw zagranicznych,
- Amir Perec – wicepremier i minister obrony,
- Eli Jiszaj – wicepremier i minister przemysłu, handlu i pracy,
- Sza’ul Mofaz – wicepremier i minister transportu oraz bezpieczeństwa drogowego,
- Ja’akow Edri – minister bez teki,
- Ari’el Ati’as – minister komunikacji,
- Rafi Etan – minister ds. emerytów,
- Ze’ew Bojm – minister ds. absorpcji imigrantów,
- Binjamin Ben Eli’ezer – minister infrastruktury narodowej,
- Ja’akow Ben Jezri – minister zdrowia,
- Roni Bar-On – minister spraw wewnętrznych,
- Awi Dichter – minister bezpieczeństwa wewnętrznego,
- Awraham Hirszson – minister finansów,
- Jicchak Herzog – minister turystyki,
- Etan Kabel – minister bez teki (odpowiedzialny za sprawy mediów),
- Jicchak Kohen – minister bez teki (odpowiedzialny za sprawy rad religijnych),
- Meszullam Nahari – minister bez teki,
- Gidon Ezra – minister środowiska,
- Ofir Pines-Paz – minister nauki i technologii,
- Chajjim Ramon – minister sprawiedliwości,
- Me’ir Szitrit – minister konstrukcji i budownictwa,
- Szalom Simchon – minister rolnictwa i rozwoju wsi,
- Juli Tamir – minister edukacji, kultury i sportu